# Легка атлетика на літніх Олімпійських іграх 1908
Змагання з легкої атлетики на літніх Олімпійських іграх 1908 були проведені з 13 по 25 липня в Лондоні на стадіоні «Вайт Сіті», довжина кола на якому складала 1/3 мілі (536,44 м).
Як на попередніх Олімпіадах, у змаганнях брали участь лише чоловіки. Вперше за історію Олімпіад легкоатлетичні змагання змогли зібрати найкращих на момент її проведення легкоатлетів світу.
У попередніх раундах бігових дисциплін до бігу на 1500 метрів включно діяло правило, відповідно до якого тільки переможці забігів проходили до наступного раунду (фіналу). Таке правило багатьма розглядалось як несправедливе та як таке, що не дозволяло зрештою зібрати всіх найкращих атлетів у фіналі кожної дисципліни.
У кваліфікаційних змаганнях метальних дисциплін суддями змагань був обраний підхід, згідно з яким наступні спроби окремо взятого спортсмена, які для суддів видавались вочевидь слабшими за попередню (попередні), не вимірювались взагалі.
У всіх технічних дисциплінах фіксування спроб здійснювалось як у метричній, так і в імперській системі вимірювань.
Порівняно з попередньою Олімпіадою, перелік легкоатлетичних дисциплін на Іграх у Лондоні зазнав змін. Із програми змагань був виключений біг на 60 метрів, 200 метрів з бар'єрами, потрійний стрибок з місця, метання ваги та багатоборство. Водночас, на лондонській Олімпіаді вперше в історії були визначені олімпійські чемпіони в бігу на 5 миль, комбінованій естафеті 200+200+400+800 метрів, двох дисциплінах спортивної ходьби стадіоном (на дистанціях 3500 метрів та 10 миль), метанні диска античним стилем та метанні списа (класичним та довільним стилями). Античний стиль метання диска передбачав виконання атлетом спроб, стоячи на чотирикутній платформі замість класичного способу метання з кола. Довільний стиль у метанні списа передбачав можливість під час виконання спроби тримати снаряд не по центру, а в будь-якому іншому місці. Водночас, більшість метальників довільним способом все одно використовували загальноприйняту техніку метання, за якої спис тримався по центру снаряда.
Довжина дистанції бігу з перешкодами становила 3200 метрів (замість 2590 метрів у Сент-Луїсі). Командна першість визначалась у бігу на 3 милі замість 4-милевої дистанції на попередніх Іграх із заліком за результатами перших трьох бігунів кожної команди, хоча інші двоє учасників збірних-призерів (загалом кожна країна могла заявити до п'яти спортсменів) також отримували відповідні медалі.
Марафонська дистанція вперше в історії олімпійських стартів мала загальноприйняту на сьогодні довжину 42 км 195 м зі стартом біля Віндзорського замку та фінішем на стадіоні.

## Призери

### Індивідуальна першість
| Дисципліни                | Золото                                                    | Золото    | Срібло                                                                         | Срібло    | Бронза                                                                 | Бронза    |
| ------------------------- | --------------------------------------------------------- | --------- | ------------------------------------------------------------------------------ | --------- | ---------------------------------------------------------------------- | --------- |
| 100 метрів                | Реджинальд Вокер · Південно-Африканська Республіка        | 10,8      | Джеймс Ректор · США                                                            | 10,9      | Роберт Керр · Канада                                                   | 11,0      |
| 200 метрів                | Роберт Керр · Канада                                      | 22,6      | Роберт Клафен · США                                                            | 22,6      | Нейт Картмелл · США                                                    | 22,7      |
| 400 метрів                | Віндем Галсвелл · Велика Британія                         | 50,0      | не вручалась                                                                   |           | не вручалась                                                           |           |
| 800 метрів                | Мел Шепард · США                                          | 1.52,8    | Еміліо Лунгі · Італія                                                          | 1.54,2    | Ганнс Браун · Німеччина                                                | 1.55,2    |
| 1500 метрів               | Мел Шепард · США                                          | 4.03,4    | Гарольд Вілсон · Велика Британія                                               | 4.03,6    | Норман Геллоус · Велика Британія                                       | 4.04,0    |
| 5 миль                    | Еміль Войт · Велика Британія                              | 25.11,2   | Едвард Овен · Велика Британія                                                  | 25.24,0   | Юхан Сванберг · Швеція                                                 | 25.37,2   |
| 110 метрів з бар'єрами    | Форрест Смітсон · США                                     | 15,0      | Джон Гаррелс · США                                                             | 15,7      | Артур Шоу · США                                                        | 15,8      |
| 400 метрів з бар'єрами    | Чарльз Бекон · США                                        | 55,0      | Гаррі Гіллман · США                                                            | 55,3      | Джиммі Тремір · США                                                    | 57,0      |
| 3200 метрів з перешкодами | Артур Расселл · Велика Британія                           | 10.47,8   | Арчі Робертсон · Велика Британія                                               | 10.48,4   | Джон Айзіл · США                                                       | 11.00,8   |
| 200+200+400+800 метрів    | США Вільям Гамільтон Нейт Картмелл Джон Тейлор Мел Шепард | 3.29,4    | Німеччина Артур Гоффманн Ганс Айке Отто Трілофф Ганнс Браун                    | 3.32,4    | Угорщина Пал Шимон Фрідьєш Мезеф-Віснер Йожеф Надь Еден Бодор          | 3.32,5    |
| Ходьба 3500 метрів        | Джордж Ларнер · Велика Британія                           | 14.55,0   | Ернест Вебб · Велика Британія                                                  | 15.07,4   | Гаррі Керр · Австралоазія                                              | 15.43,4   |
| Ходьба 10 миль            | Джордж Ларнер · Велика Британія                           | 1:15.57,4 | Ернест Вебб · Велика Британія                                                  | 1:17.31,0 | Едвард Спенсер · Велика Британія                                       | 1:21.20,2 |
|                           |                                                           |           |                                                                                |           |                                                                        |           |
| Марафон                   | Джонні Гейс · США                                         | 2:55.18,4 | Чарльз Гефферон · Велика Британія                                              | 2:56.06,0 | Джозеф Форшоу · США                                                    | 2:57.10,4 |
|                           |                                                           |           |                                                                                |           |                                                                        |           |
| Стрибки у висоту          | Гаррі Портер · США                                        | 1,90      | Жорж Андрі · Франція Іштван Шомоді · Угорщина Корнеліус Легі · Велика Британія | 1,88      | не вручалась                                                           |           |
| Стрибки у висоту з місця  | Рей Юрі · США                                             | 1,57      | Джон Біллер · США Константінос Циклітірас · Греція                             | 1,55      | не вручалась                                                           |           |
| Стрибки з жердиною        | Едвард Кук · США Альфред Гілберт · США                    | 3,71      | не вручалась                                                                   |           | Едвард Арчібальд · Канада Клер Джекобс · США Бруно Седерстрем · Швеція | 3,58      |
| Стрибки у довжину         | Френк Айронс · США                                        | 7,48      | Денієл Келлі · США                                                             | 7,09      | Келвін Брікер · Канада                                                 | 7,08      |
| Стрибки у довжину з місця | Рей Юрі · США                                             | 3,33      | Константінос Циклітірас · Греція                                               | 3,235     | Мартін Шерідан · США                                                   | 3,23      |
| Потрійний стрибок         | Тім Ахерн · Велика Британія                               | 14,92     | Гарфілд Мак-Дональд · Канада                                                   | 14,76     | Едвард Ларсен · Норвегія                                               | 14,39     |
| Штовхання ядра            | Ральф Роуз · США                                          | 14,21     | Денніс Горган · Велика Британія                                                | 13,62     | Джон Гаррелс · США                                                     | 13,18     |
| Метання диска             | Мартін Шерідан · США                                      | 40,89     | Меррітт Гіффін · США                                                           | 40,70     | Білл Горр · США                                                        | 39,45     |
| Метання диска (античне)   | Мартін Шерідан · США                                      | 37,99     | Білл Горр · США                                                                | 37,32     | Вернер Ярвінен · Фінляндія                                             | 36,48     |
| Метання молота            | Джон Фленаган · США                                       | 51,92     | Метт Мак-Грат · США                                                            | 51,18     | Корнеліус Волш · Канада                                                | 48,51     |
| Метання списа             | Ерік Леммінг · Швеція                                     | 54,83     | Арне Гальсе · Норвегія                                                         | 50,57     | Отто Нільссон · Швеція                                                 | 47,11     |
| Метання списа (довільне)  | Ерік Леммінг · Швеція                                     | 54,44     | Міхаліс Дорізас · Греція                                                       | 51,36     | Арне Гальсе · Норвегія                                                 | 49,73     |

### Командна першість
| Дисципліна | Золото                                                                                                   | Золото | Срібло                                                                    | Срібло | Бронза                                                        | Бронза |
| ---------- | --- | ------ | ------------------------------------------------------------------------- | ------ | ------------------------------------------------------------- | ------ |
| 3 милі     | Велика Британія Вільям Коулз (1 очко) Джозеф Дікін (2) Артур Робертсон (3) Гарольд Вілсон Норман Геллоус | 6 очок | США Джон Айзіл (4) Джордж Бонхаг (6) Герберт Труб (9) Гейл Далл Гарві Кон | 19     | Франція Луї де Флерак (8) Жозеф Дреєр (11) Поль Лізандьє (13) | 32     |

## Медальний залік
| Місце | Країна          | Золото | Срібло | Бронза | Загалом |
| ----- | --------------- | ------ | ------ | ------ | ------- |
| 1     | США             | 16     | 10     | 8      | 34      |
| 2     | Велика Британія | 7      | 7      | 3      | 17      |
| 3     | Швеція          | 2      | 0      | 3      | 5       |
| 4     | Канада          | 1      | 1      | 4      | 6       |
| 5     | ПАР             | 1      | 1      | 0      | 2       |
| 6     | Греція          | 0      | 3      | 0      | 3       |
| 7     | Норвегія        | 0      | 1      | 2      | 3       |
| 8     | Франція         | 0      | 1      | 1      | 2       |
| 8     | Німеччина       | 0      | 1      | 1      | 2       |
| 8     | Угорщина        | 0      | 1      | 1      | 2       |
| 11    | Італія          | 0      | 1      | 0      | 1       |
| 12    | Австралазія     | 0      | 0      | 1      | 1       |
| 12    | Фінляндія       | 0      | 0      | 1      | 1       |